# Leon megye (Texas)
Leon megye az Amerikai Egyesült Államokban, azon belül Texas államban található. Megyeszékhelye Centerville, legnagyobb városa Buffalo. Lakosainak száma 15 719 fő (2020. április 1.). Leon megye Limestone, Freestone, Anderson, Houston, Madison, Robertson és Brazos megyékkel határos.

## Népesség
A megye népességének változása:
| Lakosok száma | 16 767 | 16 852 | 16 789 | 16 742 | 17 086 | 15 719 |
|               | 2010   | 2011   | 2012   | 2013   | 2015   | 2020   |